# Pot v X
»Pot v X« je skladba in prvi single slovenske alternativne rock skupine Siddharta iz leta 1999. Avtor glasbe in besedila je Tomi Meglič. 

## Snemanje
1. oktobra 1999 je bila skladba izdana kot radijski promocijski single. Nekaj mesecev pred tem je že izšla na njihovem debitantskem studijskem albumu Id na zgoščenki.
Leta 2000 je bila 9. najbolj predvajana slovenska skladba in je pomenila glavno prelomnico v njihovi karieri.

## Kompozicija
Besedilo te skladbe govori o različnih pogledih in pravici posameznika do možnosti lastne interpretacije. Napisana v A-molu in izhaja iz neobičajne progresije akordov i-VI-VII-V.
Besedilo te pesmi, sicer rahlo spremenjeno, se ponovno pojavi v pesmi »Gianna« z njihovega šestega studijskega albuma Infra.
Notacija znanega riffa izgleda takole:

## Zasedba

### Produkcija
- Tomi Meglič − glasba, besedilo, aranžma
- Dejan Radičević – snemalec, producent
- Anders Kallmark – producent
- Aco Razbornik – mastering

### Studijska izvedba
- Tomi Meglič − vokal, kitara
- Primož Benko − kitara
- Boštjan Meglič − bobni
- Cene Resnik − tenor saksofon, sopran saksofon
- Primož Majerič − bas kitara

## Videospot
Režiser videospota, posnet v promocijske namene njihovega debitantskega albuma, je Igor Zupe. Posneli so ga novembra '99, priprave so trajale 1 mesec, snemanje samo 4 ure. Konec leta je bil premierno predvajan.